# Marie de Prusse (1579-1649)
Marie de Prusse (23 janvier 1579 - 21 février 1649) est une duchesse prussienne par la naissance et margravine de Brandebourg-Bayreuth par le mariage.

## Biographie
Née à Königsberg, Marie est la deuxième fille du duc Albert-Frédéric de Prusse (1553-1618) et de Marie-Éléonore de Clèves (1550-1608), fille du duc Guillaume de Clèves. La princesse grandit avec ses sœurs au Château de Königsberg.
Le 29 avril 1604, elle épouse le margrave Christian de Brandebourg-Bayreuth (1581-1655) au Château de Plassenburg. Depuis que son père est décédé sans héritier mâle, un différend surgit entre la Prusse et Juliers-Clèves-Berg à propos de la compensation due à Marie, pour sa part d'héritage. En 1613, Marie acquiert les manoirs de Schreez et de Culmbach en Haag (Haute-Franconie). Elle utilise les revenus de ces propriétés pour développer le château d'Unternschreez, son douaire. Marie et sa famille ont dû fuir en Franconie pendant la Guerre de Trente Ans, et ses manoirs sont perdus.
Marie meurt en 1649, et est enterrée dans l'Église de la Ville de Bayreuth; elle a donné le maître-autel de cette église.

## Descendance
De son mariage, Marie ont les enfants suivants:
- Élisabeth-Éléonore (19 octobre 1606 – 20 octobre 1606) ;
- Georges-Frédéric (né et mort le 23 mars 1608) ;
- Anne-Marie de Brandebourg-Bayreuth (30 décembre 1609 – 8 mai 1680), épouse en 1639 le prince Jean Antoine Ier d'Eggenberg (de) ;
- Agnès-Sophie (19 juillet 1611 – 1er décembre 1611) ;
- Madeleine-Sibylle de Brandebourg-Bayreuth (27 octobre 1612 – 20 mars 1687), épouse en 1638 l'électeur Jean-Georges II de Saxe ;
- Christian-Ernest (18 novembre 1613 – 4 février 1614) ;
- Erdmann-Auguste de Brandebourg-Bayreuth (8 octobre 1615 – 6 février 1651), père de Christian-Ernest de Brandebourg-Bayreuth ;
- Georges-Albert (20 mars 1619 – 27 septembre 1666) ;
- Frédéric-Guillaume (11 mai 1620 – 12 mai 1620).